# Ando Mizuki
Mizuki Ando (sinh ngày 19 tháng 7 năm 1999) là một cầu thủ bóng đá người Nhật Bản.

## Sự nghiệp câu lạc bộ
Mizuki Ando đã từng chơi cho Cerezo Osaka.